# Herbert Maronn
Herbert Maronn (* 15. September 1959 in Bad Doberan) ist ein deutscher Fußballfunktionär sowie ehemaliger Fußballspieler und Fußballtrainer.
Von 1971 bis 1977 durchlief der in Bad Doberan geborene Maronn die Jugendabteilungen des F.C. Hansa Rostock und war daraufhin für die TSG Bau Rostock aktiv, die zu diesem Zeitpunkt am Spielbetrieb der zweitklassigen Liga teilnahm. Von 1983 bis 1988 war Maronn als Jugend-Trainer des F.C. Hansa Rostock tätig, bevor er im Anschluss für zwei Jahre Mannschaftsleiter der Rostocker Oberligamannschaft wurde. 1991 bis 1997 bekleidete er den Posten des organisatorischen Leiters im Lizenzbereich, ab 1997 übernahm er die Leitung der Lizenzabteilung des F.C. Hansa. Mit dem verpassten Wiederaufstieg der Hanseaten in die Bundesliga 2005/06 trat Maronn gemeinsam mit dem Vorstandsvorsitzenden Manfred Wimmer im Sommer 2006 zurück; sein Nachfolger wurde Stefan Studer. Im Juli 2007 überwarf sich Studer mit Trainer Frank Pagelsdorf, woraufhin Maronn auf den Manager-Posten des F.C. Hansa zurückkehrte. Rostock stieg jedoch in der gleichen Saison wieder aus der Bundesliga ab und geriet in der Folgesaison auch in der zweiten Liga in den Abstiegskampf. Daraufhin wurde Maronn Ende Februar 2009 durch René Rydlewicz ersetzt.